# ホー・チ・ミン作戦
ホー・チ・ミン作戦（ベトナム語：Chiến dịch Hồ Chí Minh / 戰役胡志明、英語: Ho Chi Minh Campaign）は、ベトナム戦争末期の1975年、北ベトナム軍により行われた南ベトナムの首都サイゴンに対する最終的な攻撃作戦である。この作戦により4月30日のサイゴン陥落を誘発し、ベトナム共産党主導の国家再統一に向け歴史が進行する事となった。

## 概要
ニクソン政権のベトナミゼーション政策によってアメリカ合衆国が撤退し、これによって勝利を視野に入れ始めた北ベトナムは再び本腰を入れて南を攻撃し始めた。南ベトナムのグエン・バン・チュー大統領はアメリカ合衆国に支援を要求したが断られ、北の攻撃に対し、何も抵抗する手段を持たなかった。南北国境地域は軍事境界線によって非武装地帯となっていたので、北ベトナムはラオスやカンボジアのホーチミン・ルートから攻撃部隊を南に入れた。

## 時系列

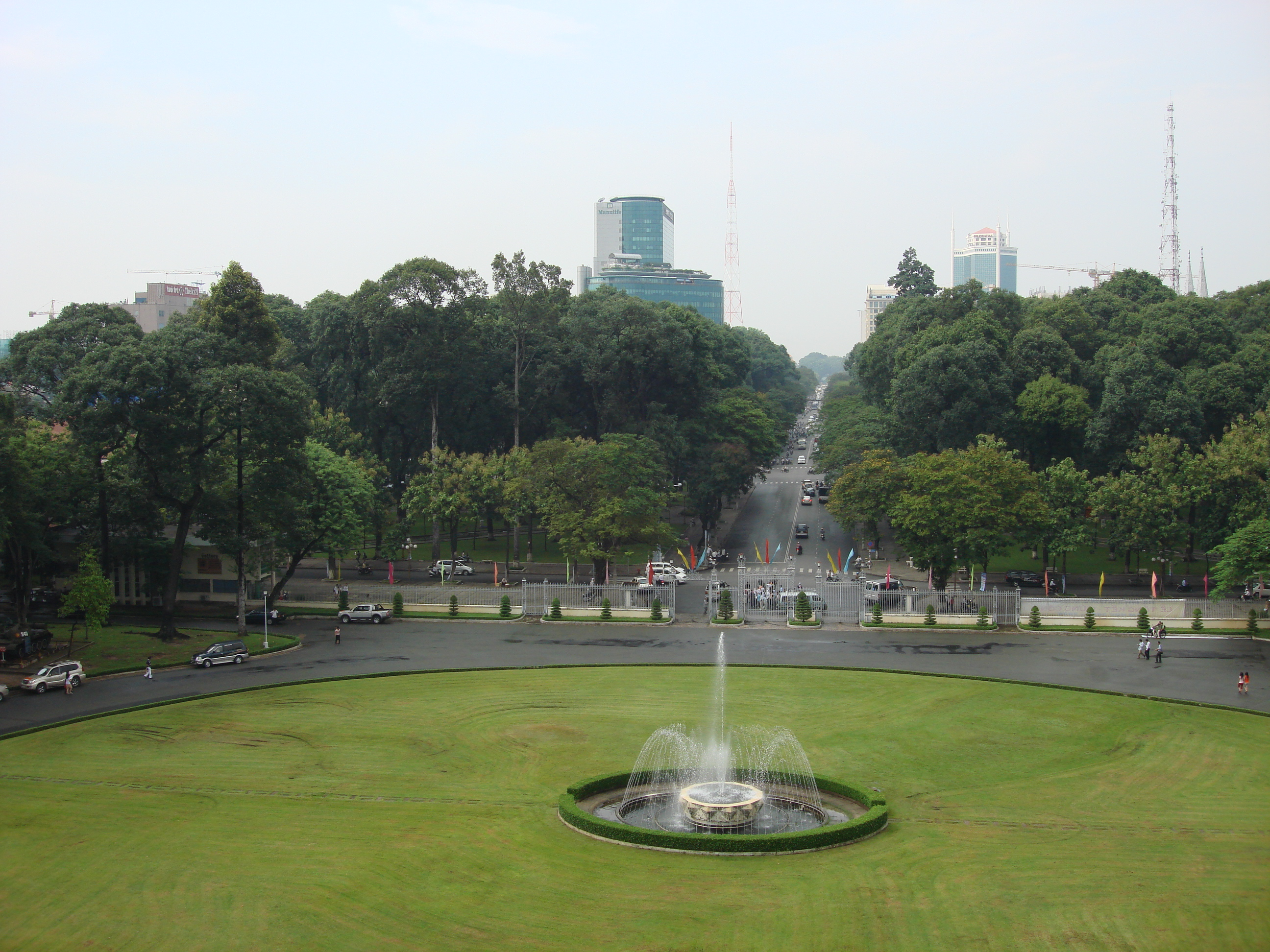
現在の統一会堂から見たレ・ズアン通り

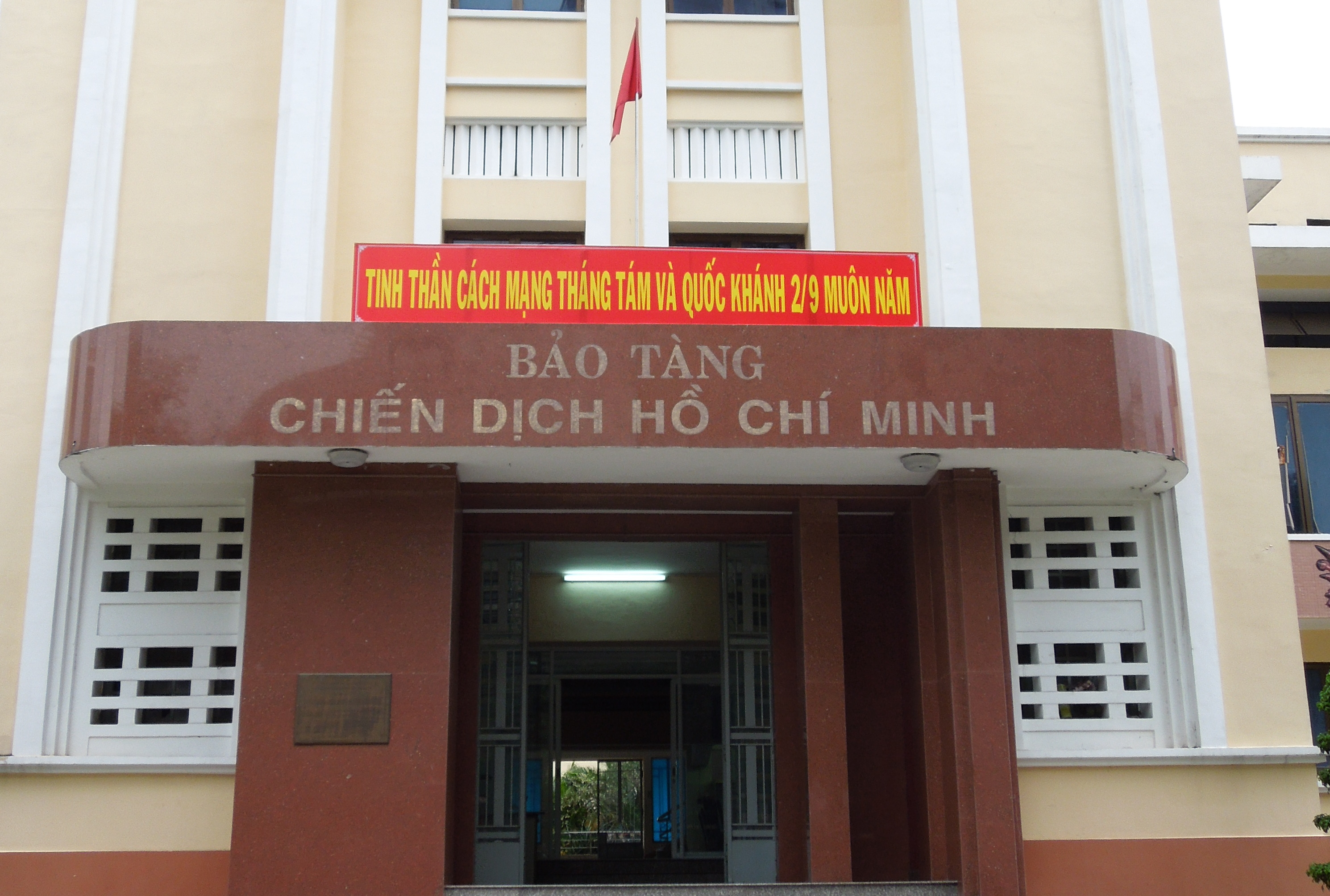
レ・ズアン通り2番地にあるホーチミン作戦博物館

1975年3月26日にフエ、3月29日にダナンが陥落した。
1975年3月25日、ベトナム労働党政治局はサイゴン解放作戦指揮部の設置を決定した。4月8日、同指揮部が設置され、司令官にヴァン・ティエン・ズン大将が任命。4月14日、「ホーチミン作戦」と命名した。
4月21日、サイゴン東部のスアンロクを陥落。28日、カントー、ビエンホア、ブンタウ、タンソンニャット基地を占領。30日午前0時、サイゴン市内に突入。午前11時30分、現在のレ・ズアン通りから戦車部隊が南ベトナム大統領府（現在の統一会堂）に突入し、臨時革命政府の旗が立てられた。これによりサイゴンは陥落し、戦争が終結した。この作戦で北側は約2万人の死傷者を、南側は約9万人の死傷者を出した。
現在のホーチミン市1区レ・ズアン通りには本作戦についての記念博物館がある。

## 作戦指揮部人員
- 司令官: ヴァン・ティエン・ズン大将（党政治局員）
- 政治委員: ファム・フン（党政治局員）
- 副司令官: チャン・ヴァン・チャ上将（党中央委員候補）、レ・ドゥック・アイン中将、レ・チョン・タン中将、ディン・ドゥック・ティエン中将、レ・クアン・ホア
- 参謀長代理: レ・ゴック・ヒエン少将